# Hukkle – Das Dorf
Hukkle – Das Dorf ist ein experimenteller ungarischer Kriminalfilm von György Pálfi aus dem Jahr 2002. Die Erstaufführung in Deutschland fand am 24. April 2003 statt.

## Handlung
In einem ungarischen Dorf setzt sich ein von Schluckauf geplagter alter Mann mit einer Kanne Milch vor sein Haus. Er beobachtet den täglichen Dorfalltag. Ein junger Mann lenkt einen Pferdewagen voller Milchkannen an ihm vorbei. Normalerweise würde der junge Mann die Milchkannen säubern, doch er fühlt sich durch ein Mädchen, das in der Sonne sitzt, gestört. Eine Dreschmaschine arbeitet. Eine Katze wird vergiftet und stirbt. Eine alte Frau pflügt ihr Feld und tötet dabei einen Maulwurf, den sie ihrem Hund gibt. Ein Bauer führt seinen Eber zu einer Sau. Die beiden Besitzer schauen der Kopulation erfreut zu. Die Männer des Dorfes versuchen die Zeit totzuschlagen. Der alte Mann hat weiterhin Schluckauf.
Das Dorf scheint idyllisch zu sein, doch es ereignen sich seltsame Dinge. Frauen handeln mit Flaschen, die eine unbekannte Flüssigkeit enthalten. Dann und wann stirbt ein Bewohner. Das ganze Dorf kommt zusammen und tröstet die Witwe. Alles erscheint harmlos, und das Leben geht nach dem Begräbnis weiter seinen Gang. Als ein Fischer verschwindet, ordnet der Polizeichef des Dorfes eine Untersuchung an, doch nichts geschieht. Immer wieder verschwinden Männer aus dem Dorf. Am Ende des Films findet eine Hochzeit statt, bei der einige Mädchen eine alte Volksweise singen, welches das Geheimnis des Dorfes offenlegt. Mit Hilfe einer Giftmischung bringen die Frauen nach und nach die Männer des Dorfes um.

## Hintergrund
Im Film gibt es fast keine Dialoge. Alle Ereignisse werden durch die Bilder und rund um die Bewohner, Tiere und Pflanzen des Dorfes erzählt und scheinen bedeutungslos zu sein. Erst am Ende des Films wird durch die Hochzeit das ganze Geheimnis der Tode enthüllt. Regisseur Pálfi, der hier die Abschlussarbeit seines Studiums an der Filmakademie Budapest vorlegt, setzte dabei die Geräusche der Umwelt in den Vordergrund.
Das Budget des ersten im Dolby Digital-Verfahren gedrehten ungarischen Films lag bei ca. 100.000 US-Dollar.
Die Darsteller sind Laien. Pálfi drehte in der ungarischen Ortschaft Ozora und engagierte die Einwohner als Darsteller.

## Kritiken
Das Lexikon des internationalen Films urteilte: „Ohne eine einzige Dialogzeile verdichtet sich der Film zu einer Schule des Sehens und Hörens, die die Schönheit des Unscheinbaren begreiflich macht. Ein ebenso innovativer wie unterhaltsamer Erstlingsfilm, der an die reichen Traditionen des Filmlands Ungarn anknüpft.“
Cinema meinte nur: „Ein innovativer Kino-Schluckauf in der Mainstream-Ventilation Hollywoods.“
Beim Cineclub.de stand: „Mutiges Erstlingswerk, welches schon von vielen internationalen Jurys zurecht ausgezeichnet wurde.“
„Man mag dem Film zugestehen, dass er das Landleben nicht nur auf die reine Idylle verkürzt und auch die Fabrikarbeit zeigt, dass er den eingefädelten Plot zum Schluss nicht hauruck auflöst, sondern in der Schwebe lässt, dass ihm vor allem immer wieder interessante Einzelstudien von unterschiedlichsten Gegenständen gelingen. Aber dennoch landet er mit seinem cineastischen Übereifer, seiner unreflektierten Sprachfeindlichkeit und mit seinem Wirklichkeitspathos da, wo auch Gloria Swanson in "Sunset Boulevard" endet: in halsstarriger Verkennung der Wirklichkeit, in der Falle des Klischees.“

## Auszeichnungen
Der Film startete bei vielen Filmfestivals 2002 und konnte mehrere Preise erlangen. So gewann er beim Festival des jungen osteuropäischen Kinos in Cottbus vier Preise, wurde bei den European Film Awards als europäische Entdeckung des Jahres ausgezeichnet, gewann in Hongkong 2003 den Golden Firebird und in Sotschi die Goldene Rose.

## DVD-Veröffentlichungen
Home Vision brachte den Film am 26. Juli 2005 auf DVD heraus (ABN: B0009KQPBE).